# Distrito electoral de Curtis (condado de Frontier, Nebraska)
Curtis (en inglés: Curtis Precinct) es un distrito electoral ubicado en el condado de Frontier en el estado estadounidense de Nebraska. En el Censo de 2010 tenía una población de 112 habitantes y una densidad poblacional de 1,23 personas por km².

## Geografía
Curtis se encuentra ubicado en las coordenadas 40°39′21″N 100°29′36″O / 40.65583, -100.49333. Según la Oficina del Censo de los Estados Unidos, Curtis tiene una superficie total de 91.4 km², de la cual 91.3 km² corresponden a tierra firme y (0.11%) 0.1 km² es agua.

## Demografía
Según el censo de 2010, había 112 personas residiendo en Curtis. La densidad de población era de 1,23 hab./km². De los 112 habitantes, Curtis estaba compuesto por el 97.32% blancos, el 0% eran afroamericanos y el 2.68% pertenecían a dos o más razas. Del total de la población el 0.89% eran hispanos o latinos de cualquier raza.